# Fonction de Walsh

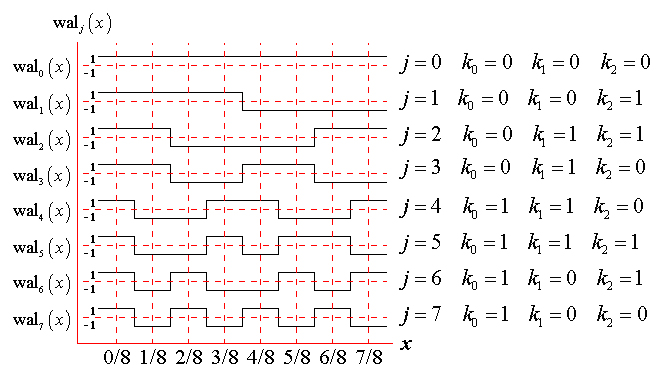
Les premières fonctions de Walsh, où j est le numéro de la fonction, km est le nombre de bits de la fonction numéro j mais en code gris et x est la variable dyadique.

Pour les articles homonymes, voir Walsh.
 (mars 2014).
Si vous disposez d'ouvrages ou d'articles de référence ou si vous connaissez des sites web de qualité traitant du thème abordé ici, merci de compléter l'article en donnant les références utiles à sa vérifiabilité et en les liant à la section « Notes et références ».
Les fonctions de Walsh, nommées d'après Joseph L. Walsh, sont un ensemble de fonctions qui forment une base hilbertienne de l'espace L2([0, 1]) des fonctions de carré intégrable sur l'intervalle unité.
Ces fonctions prennent uniquement les valeurs –1 et 1, sur des sous-intervalles définis par les fractions dyadiques. Elles sont utiles en électronique et d'autres applications en ingénierie. 
Les fonctions orthogonales de Walsh sont utilisées pour effectuer les transformées de Hadamard, qui sont très similaires aux sinusoïdales orthogonales employées dans le cadre de la transformée de Fourier. Les fonctions de Walsh partagent également des similitudes avec l'ondelette de Haar. Le système de Haar est toutefois préférable dans certaines situations où la localisation est nécessaire (alors que les fonctions de Walsh sont bornées) ou d'autres caractéristiques propres aux ondelettes doivent être respectées. 
L'ordre de la fonction est 2s, où s est un entier, ce qui signifie qu'il y a 2s intervalles où la valeur est égale à –1 ou 1.
Une liste de 2s fonctions de Walsh forme une matrice de Hadamard. Une manière de définir les fonctions de Walsh consistent à utiliser la représentation binaire des entiers et des réels. Pour un entier k, on considère la représentation binaire suivante : 
{\displaystyle k=k_{0}+2k_{1}+...+2^{m}k_{m}~}
pour un entier m avec les ki égaux à 0 ou 1. Ensuite, si k est le résultat en code Gray de j – 1, alors la j-ième fonction de Walsh au point x, avec 0 ≤ x < 1, est : 
{\displaystyle W_{j}(x)=(-1)^{k_{0}x_{0}+...+k_{m}x_{m}}}
si
{\displaystyle ~x=x_{0}/2+x_{1}/2^{2}+x_{2}/2^{3}+...}
où les xi sont 0 ou 1.
Les fonctions de Walsh peuvent être interprétées comme les caractères du groupe compact Z2N des suites à valeurs dans Z2. Vu sous cet angle, plusieurs généralisations ont été proposées. 

## Applications
Les applications en mathématiques peuvent être trouvées où des représentations numériques sont utilisées, par exemple dans l'analyse des méthodes numériques de quasi-Monte Carlo. 